# Héctor Herrera (futbolista)
Héctor Miguel Herrera López (Rosarito, Baja California, México, 19 de abril de 1990) es un futbolista mexicano que juega como Centrocampista para el C. D. Toluca de la Primera División de México.

## Trayectoria
Herrera pertenece a la "generación dorada" de México, siendo pieza fundamental en la obtención de la medalla de oro en los Juegos Olímpicos Londres 2012. Actualmente posee el récord de ser el futbolista con la tarjeta roja más rápida de la historia en Liga de Campeones, en el minuto 6 tras dos tarjetas amarillas.

### C. F. Pachuca

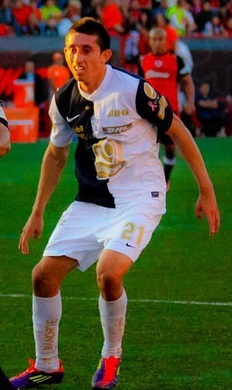
Herrera jugando con el C. F. Pachuca en 2012.

Nacido en Tijuana, Baja California, Herrera creció en la ciudad de Rosarito. Herrera comenzó a jugar al fútbol en los equipos juveniles del C. F. Pachuca. La presencia del jugador comenzó a notarse cuando jugó en el filial del Pachuca, el Tampico Madero. Su paso por ese equipo valió para que fuera convocado con el primer equipo. Participó con los equipos Venados de La Magdalena Contreras y con el C. D. Cuautla en la Tercera División, después pasó a jugar con el Tampico Madero en la Segunda División. La presencia del jugador comenzó a notarse cuando jugó en este equipo filial y su buen paso le valió para ser convocado por el primer equipo.
Herrera debutó en la Primera División de México con el Club de fútbol Pachuca en una derrota por 4-1 frente al Santos Laguna el 23 de julio de 2011. Jugó 14 partidos con el Club de Fútbol Pachuca en el camino a ganar el Balón de Oro como el novato del torneo Apertura 2011. 

### F. C. Porto

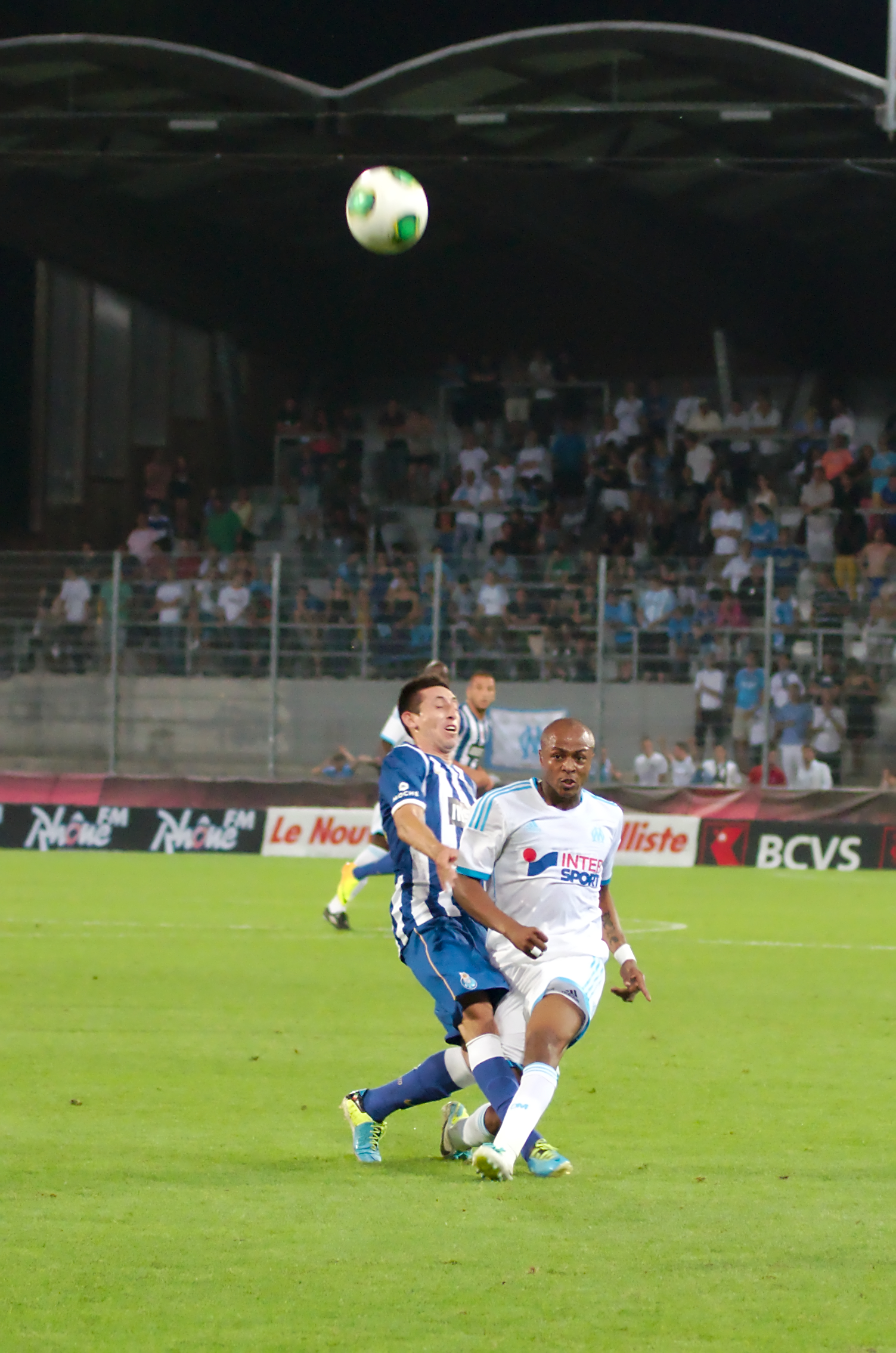
Herrera jugando con el Fútbol Club Porto en 2013.

En junio de 2013, se informó sobre el fichaje del futbolista mexicano por el F. C. Porto de Portugal. El jugador y ambos clubes de fútbol cerraron el acuerdo una vez que terminó la participación de la  Selección de fútbol de México en la Copa Confederaciones 2013 que se realizó en Brasil, torneo al que fue convocado Herrera.
El 28 de junio, Herrera firma por 4 temporadas con el Fútbol Club Porto quien compra los derechos del jugador por un precio de €8 millones de Euros alrededor de $10,450,000.00 dólares estadounidenses, y establece para el jugador una cláusula de rescisión de 40 Millones de Euros. El club Pachuca conserva el 20% de su carta
Ya con su actual equipo el Fútbol Club Porto quedó campeón de la Valais cup, el día 13 de julio de 2013.
El partido fue disputado contra el conjunto del Olympique de Marsella, por marcador de 3-0 favor al FC Porto disputándose la Copa Valais. Entró de cambio en el segundo tiempo debutando en Portugal con una victoria y como campeón.
Débuta en la Primeira Liga en la primera jornada de la liga, entrando de cambio al minuto 83 jugando como 8.
Después de eso fue enviado al equipo F. C. Porto "B", donde tras su buen desempeñó en el equipo fue "ascendido" al primer equipo donde ha sido regular dando un par de asistencias a gol, ganándose así un puesto en el medio campo del equipo. El día 17 de octubre logró su primer juego de titular con el Porto, donde jugó los 90 minutos frente al Sporting de Lisboa. Ha seguido siendo regular en la Primeira Liga.
El 19 de septiembre Herrera debuta en Liga de Campeones de la UEFA entrando de cambio al 73. El 22 de octubre de 2013 arranca de titular frente al Zenit de San Petersburgo pero al minuto 6 se convierte en el jugador en ser expulsado por doble tarjeta amarilla más rápido en la historia de la Liga de Campeones de la UEFA; fue amonestado por provocar una falta fuera del área y en el cobro de tiro libre lo vuelven a amonestar por adelantarse, esto al minuto 6 del encuentro contra el Zenit.

### Atlético de Madrid
El 3 de julio de 2019 se anuncia su fichaje por el Club Atlético de Madrid tras quedar libre del F. C. Porto. El futbolista mexicano firma un contrato por tres temporadas con el equipo español.
El 18 de septiembre de 2019 hace su debut con el Atlético de Madrid, en un partido de la Liga de Campeones entra de cambio al minuto 70 y en un tiro de esquina al minuto 89 se levantó para rematar de cabeza y poner el balón entre los tres postes para rescatar el empate y debutar con el equipo colchonero ante la Juventus.          

### Houston Dynamo
El 3 de mayo de 2021 se hace oficial la llegada de Herrera a Estados Unidos tras fichar por el Houston Dynamo de la Major League Soccer. En octubre de 2024 es expulsado del equipo por escupir a un árbitro 

## Selección nacional
El 1 de junio del 2012 fue elegido como mejor jugador en el Torneo Esperanzas de Toulon de 2012 por su destacada participación con la Selección de Fútbol de México sub-23 donde también obtuvieron el título del torneo.
En julio de 2012 fue incluido en la lista final de 18 jugadores que representaron a México en el Torneo de Fútbol Masculino de los Juegos Olímpicos de Londres 2012, finalmente ganando la medalla de oro.
Recibió su primer llamado a la selección de fútbol de México a nivel mayor para disputar dos partido eliminatorios, uno frente a la El Salvador y otro frente a la Guyana.
Debutó en partidos de eliminatoria ante El Salvador el 16 de octubre del 2012 en el Estadio TSM Corona partido en que su selección ganó por un marcador de dos goles a cero goles. Hasta ahora ha marcado un gol con la Selección Mexicana a nivel de equipos juveniles.
El 8 de mayo de 2014, Herrera fue incluido por el entrenador Miguel Herrera en la lista final de 23 jugadores que representaron a México en la Copa Mundial de Fútbol de 2014.
El 12 de junio de 2015 Héctor Herrera fue incluido en la lista preliminar de los 23 futbolistas que irán a disputar la Copa Oro 2015 realizada en los Estados Unidos.
El 4 de septiembre de 2015 Herrera anota su primer gol en el minuto 84 en el empate 3-3 ante Trinidad y Tobago.

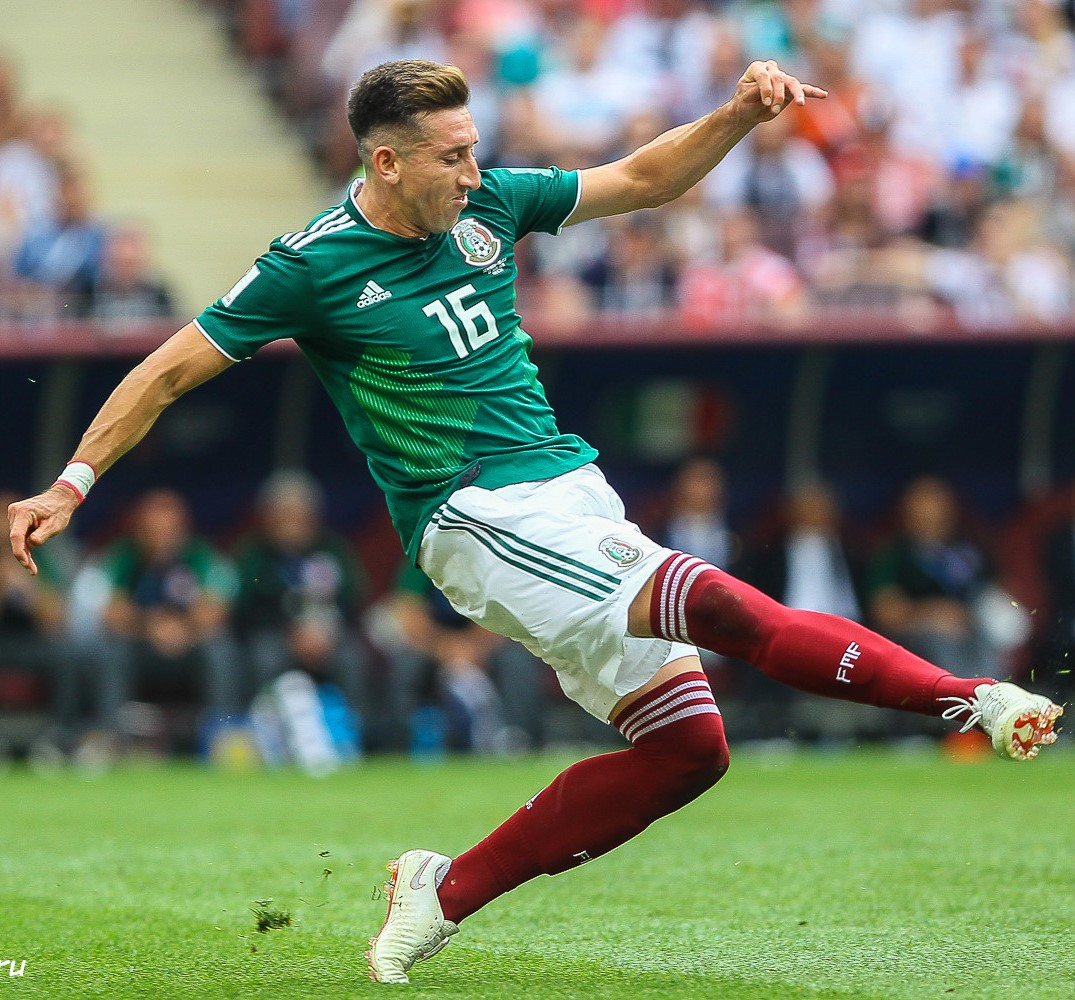
Héctor jugando en el - de la Copa Mundial de Fútbol 2018.

En la Copa Mundial de Fútbol 2018 disputada en Rusia disputa su segundo Mundial con la selección de Fútbol de México. Jugó como titular en los cuatro partidos de su selección, que llegó hasta los octavos de final de la competición.

### Participaciones en selección nacional
| Copa                                            | Categoría                                       | Sede                                            | Resultado                                       | Partidos | Goles |
| ----------------------------------------------- | ----------------------------------------------- | ----------------------------------------------- | ----------------------------------------------- | -------- | ----- |
| Preolímpico de Concacaf                         | Sub-23                                          | México                                          | Campeón                                         | 4        | 0     |
| Esperanzas de Toulon 2012                       | Sub-23                                          | Francia                                         | Campeón                                         | 5        | 1     |
| Juegos Olímpicos 2012                           | Sub-23                                          | Londres                                         | Medalla de oro                                  | 4        | 1     |
| Copa FIFA Confederaciones 2013                  | Absoluta                                        | Brasil                                          | Primera fase                                    | 1        | 0     |
| Eliminatorias Concacaf 2014                     | Absoluta                                        | Concacaf                                        | Hexagonal final                                 | 3        | 0     |
| Copa Mundial de Fútbol de 2014                  | Absoluta                                        | Brasil                                          | Octavos de final                                | 4        | 0     |
| Copa Oro 2015                                   | Absoluta                                        | Estados Unidos · Canadá                         | Campeón                                         | 5        | 0     |
| Copa Concacaf 2015                              | Absoluta                                        | Estados Unidos                                  | Campeón                                         | 1        | 0     |
| Eliminatorias Concacaf 2018                     | Absoluta                                        | Concacaf                                        | Clasificó                                       | 12       | 1     |
| Copa América Centenario                         | Absoluta                                        | Estados Unidos                                  | Cuartos de final                                | 3        | 1     |
| Copa Confederaciones 2017                       | Absoluta                                        | Rusia                                           | Cuarto lugar                                    | 5        | 0     |
| Copa Mundial de Fútbol de 2018                  | Absoluta                                        | Rusia                                           | Octavos de final                                | 4        | 0     |
| Copa Mundial de Fútbol de 2022                  | Absoluta                                        | Catar                                           | Primera Fase                                    | 2        | 0     |
| Total parcial en selección nacional[actualizar] | Total parcial en selección nacional[actualizar] | Total parcial en selección nacional[actualizar] | Total parcial en selección nacional[actualizar] | 51       | 4     |

#### Goles internacionales
| Gol | Fecha                    | Sede                                                           | Oponente          | Marcador | Resultado | Competición                             |
| --- | ------------------------ | -------------------------------------------------------------- | ----------------- | -------- | --------- | --------------------------------------- |
| 1.  | 4 de septiembre del 2015 | Rio Tinto Stadium, Salt Lake City, Estados Unidos              | Trinidad y Tobago | 3-3      | 3-3       | Amistoso                                |
| 2.  | 8 de septiembre del 2015 | AT&T Stadium, Arlington, Estados Unidos                        | Argentina         | 2-0      | 2-2       | Amistoso                                |
| 3.  | 13 de noviembre del 2015 | Estadio Azteca, México, D. F., México                          | El Salvador       | 2-0      | 3-0       | Clasificación para la Copa Mundial 2018 |
| 4.  | 5 de junio del 2016      | Estadio de la Universidad de Phoenix, Glendale, Estados Unidos | Uruguay           | 3-1      | 3-1       | Copa América Centenario                 |
| 5.  | 6 de octubre del 2017    | Estadio Alfonso Lastras Ramírez, San Luis Potosí, México       | Trinidad y Tobago | 3-1      | 3-1       | Clasificación para la Copa Mundial 2018 |
| 6.  | 11 de octubre del 2019   | Estadio nacional de las Bermudas, Hamilton, Bermudas           | Bermudas          | 5-1      | 5-1       | Liga de Naciones Concacaf               |

## Estadísticas

### Clubes
Actualizado al último partido disputado el 15 de mayo de 2022.
| Club                          | Div        | Temporada  | Liga  | Liga  | Liga  | Copas nacionales(1) | Copas nacionales(1) | Copas nacionales(1) | Torneos internacionales(2) | Torneos internacionales(2) | Torneos internacionales(2) | Total | Total | Total | Media goleadora |
| Club                          | Div        | Temporada  | Part. | Goles | Asis. | Part.               | Goles               | Asis.               | Part.                      | Goles                      | Asis.                      | Part. | Goles | Asis. | Media goleadora |
| ----------------------------- | ---------- | ---------- | ----- | ----- | ----- | ------------------- | ------------------- | ------------------- | -------------------------- | -------------------------- | -------------------------- | ----- | ----- | ----- | --------------- |
| C.F. Pachuca México           | 1.ª        | 2010-11    | 0     | 0     | 0     | 0                   | 0                   | 0                   | 1                          | 0                          | 0                          | 1     | 0     | 0     | 0,00            |
| C.F. Pachuca México           | 1.ª        | 2011-12    | 27    | 0     | 2     | 0                   | 0                   | 0                   | 0                          | 0                          | 0                          | 27    | 0     | 2     | 0,00            |
| C.F. Pachuca México           | 1.ª        | 2012-13    | 25    | 2     | 0     | 2                   | 0                   | 0                   | 0                          | 0                          | 0                          | 27    | 2     | 0     | 0.08            |
| C.F. Pachuca México           | Total club | Total club | 52    | 2     | 2     | 2                   | 0                   | 0                   | 1                          | 0                          | 0                          | 55    | 2     | 2     | 0.04            |
| F.C. Porto Portugal           | 1.ª        | 2013-14    | 25    | 3     | 1     | 6                   | 0                   | 2                   | 8                          | 0                          | 0                          | 39    | 3     | 3     | 0.08            |
| F.C. Porto Portugal           | 1.ª        | 2014-15    | 33    | 3     | 7     | 2                   | 0                   | 0                   | 11                         | 4                          | 4                          | 46    | 7     | 11    | 0.15            |
| F.C. Porto Portugal           | 1.ª        | 2015-16    | 29    | 9     | 4     | 3                   | 0                   | 1                   | 6                          | 0                          | 0                          | 38    | 9     | 5     | 0.24            |
| F.C. Porto Portugal           | 1.ª        | 2016-17    | 23    | 2     | 3     | 4                   | 0                   | 1                   | 8                          | 0                          | 2                          | 35    | 2     | 6     | 0.06            |
| F.C. Porto Portugal           | 1.ª        | 2017-18    | 29    | 3     | 5     | 7                   | 1                   | 1                   | 6                          | 1                          | 1                          | 42    | 5     | 7     | 0.12            |
| F.C. Porto Portugal           | 1.ª        | 2018-19    | 33    | 6     | 0     | 11                  | 1                   | 2                   | 9                          | 2                          | 1                          | 53    | 9     | 3     | 0.17            |
| F.C. Porto Portugal           | Total club | Total club | 172   | 26    | 13    | 33                  | 2                   | 7                   | 48                         | 7                          | 6                          | 245   | 35    | 35    | 0.14            |
| Atlético de Madrid · España   | 1.ª        | 2019-20    | 21    | 0     | 2     | 3                   | 0                   | 0                   | 6                          | 1                          | 0                          | 30    | 1     | 2     | 0.03            |
| Atlético de Madrid · España   | 1.ª        | 2020-21    | 17    | 0     | 0     | 0                   | 0                   | 0                   | 5                          | 0                          | 1                          | 21    | 0     | 2     | 0               |
| Atlético de Madrid · España   | 1.ª        | 2021-22    | 21    | 0     | 0     | 2                   | 0                   | 0                   | 4                          | 0                          | 0                          | 27    | 0     | 0     | 0               |
| Atlético de Madrid · España   | Total club | Total club | 59    | 0     | 2     | 5                   | 0                   | 0                   | 15                         | 1                          | 0                          | 79    | 1     | 4     | 0.01            |
| Houston Dynamo Estados Unidos | 1.ª        | 2022       | 10    | 0     | 1     | 0                   | 0                   | 0                   | 0                          | 0                          | 0                          | 10    | 0     | 1     | 0               |
| Houston Dynamo Estados Unidos | 1.ª        | 2023       | 35    | 5     | 14    | 5                   | 1                   | 1                   | 4                          | 0                          | 1                          | 44    | 6     | 16    | 0.13            |
| Houston Dynamo Estados Unidos | 1.ª        | 2024       | 7     | 1     | 0     | 1                   | 0                   | 1                   | 0                          | 0                          | 0                          | 8     | 1     | 1     | 0.12            |
| Houston Dynamo Estados Unidos | Total club | Total club | 52    | 6     | 15    | 6                   | 1                   | 2                   | 4                          | 0                          | 1                          | 62    | 7     | 18    | 0.01            |
| Total                         | Total      | Total      | 335   | 34    | 32    | 46                  | 3                   | 9                   | 68                         | 8                          | 7                          | 448   | 45    | 59    | 0.10            |

### Selección
Actualizado al último partido jugado el 2 de julio de 2018.
| Selección | Año           | Eliminatorias(1) | Eliminatorias(1) | Eliminatorias(1) | Continental(2) | Continental(2) | Continental(2) | Mundial(3) | Mundial(3) | Mundial(3) | Confederaciones | Confederaciones | Confederaciones | Amistosos | Amistosos | Amistosos | Total | Total | Total | Media goleadora |
| Selección | Año           | Part.            | Goles            | Asis.            | Part.          | Goles          | Asis.          | Part.      | Goles      | Asis.      | Part.           | Goles           | Asis.           | Part.     | Goles     | Asis.     | Part. | Goles | Asis. | Media goleadora |
| --- | ------------- | ---------------- | ---------------- | ---------------- | -------------- | -------------- | -------------- | ---------- | ---------- | ---------- | --------------- | --------------- | --------------- | --------- | --------- | --------- | ----- | ----- | ----- | --------------- |
| Absoluta · México |               |                  |                  |                  |                |                |                |            |            |            |                 |                 |                 |           |           |           |       |       |       |                 |
| 2012 | 1             | -                | -                | —                | —              | —              | —              | —          | —          | —          | —               | —               | -               | -         | -         | 1         | 0     | 0     | 0     |                 |
| 2013 | 3             | -                | -                | -                | -              | -              | —              | —          | —          | 1          | -               | -               | 3               | -         | -         | 7         | 0     | 0     | 0     |                 |
| 2014 | —             | —                | —                | —                | —              | —              | 4              | -          | 1          | —          | —               | —               | 10              | -         | 1         | 14        | 0     | 2     | 0     |                 |
| 2015 | 2             | 1                | -                | 6                | -              | 2              | —              | —          | —          | —          | —               | —               | 6               | 2         | -         | 15        | 3     | 2     | 0.2   |                 |
| 2016 | 6             | -                | 1                | 4                | 1              | 1              | —              | —          | —          | —          | —               | —               | 1               | -         | -         | 11        | 1     | 2     | 0.09  |                 |
| 2017 | 7             | 1                | 1                | -                | -              | -              | —              | —          | —          | 5          | -               | 3               | 3               | -         | -         | 15        | 1     | 4     | 0.07  |                 |
| 2018 | —             | —                | —                | —                | —              | —              | 4              | -          | -          | —          | —               | —               | 3               | -         | -         | 7         | 0     | 0     | 0     |                 |
| Total | 19            | 2                | 2                | 10               | 1              | 3              | 8              | 0          | 1          | 6          | 0               | 3               | 26              | 2         | 1         | 70        | 5     | 10    | 0.07  |                 |
| Total carrera | Total carrera | 19               | 2                | 2                | 10             | 1              | 3              | 8          | 0          | 1          | 6               | 0               | 3               | 26        | 2         | 1         | 70    | 5     | 10    | 0.07            |
| (1) Incluye datos de Clasificación a la Copa Mundial (2012-Act.) (2) Incluye datos de Copa Oro (2013, 2015); Copa América (2016) (3) Incluye datos de Juegos Olímpicos (2012); Copa Mundial de Fútbol (2014, 2018). |               |                  |                  |                  |                |                |                |            |            |            |                 |                 |                 |           |           |           |       |       |       |                 |

## Palmarés

### Campeonatos nacionales
| Título                     | Equipo             | País           | Año  |
| -------------------------- | ------------------ | -------------- | ---- |
| Supercopa de Portugal      | F. C. Porto        | Portugal       | 2013 |
| Primeira Liga              | F. C. Porto        | Portugal       | 2018 |
| Supercopa de Portugal      | F. C. Porto        | Portugal       | 2018 |
| Primera División de España | Atlético de Madrid | España         | 2021 |
| Lamar Hunt U.S. Open Cup   | Houston Dynamo FC  | Estados Unidos | 2023 |
| Primera División           | Toluca             | México         | 2025 |
| Campeón de Campeones       | Toluca             | México         | 2025 |

### Campeonatos con selección
| Título                     | Equipo             | Sede           | Año  |
| -------------------------- | ------------------ | -------------- | ---- |
| Juegos Olímpicos           | Selección mexicana | Londres        | 2012 |
| Copa de Oro de la Concacaf | Selección mexicana | Estados Unidos | 2015 |
| Copa Concacaf              | Selección mexicana | Estados Unidos | 2015 |

### Distinciones individuales
| Distinción                                                         | Año  |
| ------------------------------------------------------------------ | ---- |
| Mejor Jugador del Torneo Esperanzas de Toulon                      | 2012 |
| 11 Ideal de la fase de grupos de la Copa Mundial de Fútbol de 2014 | 2014 |
| 11 Ideal de la fase de grupos de la Liga de Campeones 2014/15      | 2014 |
| Elegido como el jugador del año del F. C. Porto                    | 2015 |
| Mejor asistidor de la Copa FIFA Confederaciones 2017               | 2017 |
| XI Ideal de la Concacaf                                            | 2017 |
| XI Ideal de la Primeira Liga de Portugal                           | 2018 |
| Mejor Gol de la Temporada de la Primeira Liga                      | 2018 |
| XI Ideal de la Concacaf                                            | 2018 |
| XI Ideal de la Primeira Liga de Portugal                           | 2019 |
| Xi Ideal de la Concacaf según la IFFHS                             | 2020 |
| Mejor Jugador de la Copa Oro                                       | 2021 |
| XI Ideal de la Copa Oro                                            | 2021 |
| XI Ideal de las Finales de la Concacaf Nations League              | 2021 |
| XI Ideal de la Concacaf                                            | 2021 |
| Xi Ideal de la Concacaf según la IFFHS                             | 2021 |
| XI Ideal de las Clasificatorias al Mundial de la Concacaf          | 2022 |
| Elegido como el jugador del año del Houston Dynamo                 | 2023 |
| XI Ideal de la MLS                                                 | 2023 |
| MLS All Star                                                       | 2023 |